# 에런 스테이턴
애런 스태턴(Aaron Staton, 1980년 8월 2일 ~ )는 미국의 배우이다. 드라마 《매드 맨》의 켄 코스그로브 역으로 유명하다.